# Очаковская улица (Москва)
Оча́ковская у́лица — улица в Западном административном округе города Москвы в районе Солнцево. Начинается возле Мещерского пруда от пересечения с Прудовой улицей и 4-м Дачно-Мещерским проездом, пересекает Мещерский проспект и 6-й Дачно-Мещерский проезд и заканчивается, упираясь в стену вдоль МКАД. Названа в честь расположенного неподалёку рабочего посёлка, а впоследствии района Москвы Очакова.

## История
Улица присутствует на карте 1927 года (без указания названия, как и большинство других). Тогда она относилась к дачному посёлку Мещёрский. Название впервые обнаруживается на карте 1952 года. В тот момент ещё не была построена МКАД, и от северо-восточного конца улицы была тропинка в деревню Михалково (ныне территория ОКПИ и МКШВ). В 1984 году улица, как и весь Мещёрский, вошла в состав Солнцевского района Москвы, а после реформы 1995 года и — в состав муниципального округа и района Солнцево.

## Описание
Вся улица застроена индивидуальными домовладениями — дачами и коттеджами. Нумерация домов ведётся от начала улицы, то есть от пруда.
На нечётной стороне расположены 5 ручных водоразборных колонок.
По улице не проходят маршруты общественного транспорта, однако на Мещёрском проспекте возле пересечения с ней расположена автобусная остановка «Мещёрский пруд» (автобус Sk3).